# Венгжиниці
Венгжиниці (пол. Węgrzynice, нім. Ulbersdorf) — село в Польщі, у гміні Скомпе Свебодзінського повіту Любуського воєводства. Населення — 181 особа (2011).
У 1975-1998 роках село належало до Зеленогурського воєводства.

## Демографія
Демографічна структура станом на 31 березня 2011 року:
|          | Загалом | Допрацездатний вік | Працездатний вік | Постпрацездатний вік |
| -------- | ------- | ------------------ | ---------------- | -------------------- |
| Чоловіки | 83      | 15                 | 60               | 8                    |
| Жінки    | 98      | 15                 | 60               | 23                   |
| Разом    | 181     | 30                 | 120              | 31                   |